# Stefanie Schmid
Stefanie Schmid (Stuttgart, Baden-Wurtemberg, 18 de abril de 1972) es una actriz alemana, activa principalmente en el campo televisivo y teatral.
Entre el cine y la televisión (sobre todo en esta última), ha participado en más de cuarenta producciones diferentes.

Entre sus principales actuaciones, figuran Sandra Wohlers en la serie de televisión Copernicus Code (alias Delta Team; Delta Team - Auftrag geheim!, 1999), Laila en la película para televisión Laila - Unsterblich verliebt (2000), como la juez Lydia Dietz en la serie televisiva Sophie (Typisch Sophie, 2004) y Jana Deisenroth en la serie para televisión Guardia costera (Küstenwache, 2005-2007).

## Biografía
Stefanie Schmid recibió su formación actoral de 1993 a 1997 en la Universidad de Música y Artes Escénicas de Stuttgart.
De 1997 a 1999 fue miembro del Deutsches Theater de Göttingen . 
Actualmente vive en Hamburgo.

## Filmografía parcial

### Películas
- One Night Suicide, dirigida por Vanessa Jopp (1996)
- Leben in Dunkelheit (2000), dirigida por Thomas Retzbach - papel: Martine
- Pasticcio, dirigida por Kay Kienzler  (2009) - Silvana

### Televisión
- Die Nacht der Nächte - School's out - Película para televisión (1997)
- St. Angela - Serie de televisión, 1 episodio (1998) - Papel: Franca Dettmer
- David im Wunderland - Serie de televisión (1998) - Katharina
- Delta Team - Auftrag geheim! - Película para televisión (1999) - Sandra Wohlers
- Copernicus Code alias Delta Team (Delta Team - Auftrag geheim!) - Serie de televisión (1999) - Sandra Wohlers
- Tatort - Serie de televisión, 1 episodio (2000) - Sabrina Schumann
- Vom Küssen und vom Fliegen - Película para televisión, dirigida por Hartmut Schoen (2000) - Helga
- Laila - Unsterblich verliebt - Película para televisión, dirigida por Peter Ily Huemer (2000) - Laila
- All' Arrabbiata - Eine kochende Leidenschaft - Película para televisión, dirigida por Hannu Salonen (2001) - Anna Nicolaisen
- La muerte tiene el vestido rojo (Holiday Affair) - Película para televisión (2001)
- Herzstolpern - Película para televisión, dirigida por Sharon von Wietersheim (2001) - Monika Seidel
- ...und plötzlich wird es dunkel in meinem Leben - Película para televisión, dirigida por Matthias Steurer (2001) - Martina Gutmann
- Dein Mann wird mir gehören! - Película para televisión (2002) - Isabel
- So schnell Du kannst - Película para televisión (2002) - exesposa de Ben
- SK Kölsch - Serie de televisión, 1 episodio (2002) - Estelle Puntschu
- Un caso para dos (Ein Fall für zwei) - Serie de televisión, 1 episodio (2002) - Nicole Schumann
- Balko - Serie de televisión, 1 episodio (2003) - Ira Russek
- Escuadrón Especial Cobra 11 (Alarm für Cobra 11 - Die Autobahnpolizei) - Serie de televisión, 1 episodio (2004) - Selina/Silke
- Schöne Männer hat man nie für sich allein - Película para televisión, dirigida por Hansjörg Thurn (2004) (TV) -  Silvia
- Sophie (Typisch Sophie) - Serie de televisión, varios episodios (2004) - juez Lydia Dietz
- Guardia costera (Küstenwache)- Serie de televisión, 42 episodios (2005-2007) - Jana Deisenroth
- Bezaubernde Marie - Película para la televisión (2007) - Dra. Stefanie Schreiber
- Solo für Schwarz - Tödliche Blicke - Película para la televisión (2007)
- Schade um das schöne Geld - Película para la televisión (2008)
- Escuadrón Especial Cobra 11 (Alarm für Cobra 11 - Die Autobahnpolizei) - Serie de televisión, 1 episodio (2008) - Melanie Mahler
- Meine wunderbare Familie - Serie de televisión, 5 episodios (2008-2010) - Ella Schneider
- Escuadrón Especial Stuttgart (SOKO Stuttgart) - Serie de televisión, 1 episodio (2009) - Annette Günther
- 2 für alle Fälle - Ein Song für den Mörder - Película para televisión (2010)
- Luises Versprechen - Película para televisión (2010) - Martina
- Colonia Brigada Criminal) - Serie de televisión, 1 episodio (2010) - Sonja Laib
- Last Cop (Der letzte Bulle) - Serie de televisión (2010) - entrenadora
- Die Nonne und der Kommissar - Película para televisión, dirigida por Berno Kürten (2012) - Lena Feuerbach